# Движение за гражданские права чернокожих в США

Марш на Вашингтон за гражданские права, 28 августа 1963 года

Движение за гражданские права чернокожих в США (англ. Civil Rights Movement) — массовое ненасильственное общественное движение чернокожих граждан США и поддерживавших их белых активистов против расовой дискриминации в 1950-е — 1960-е годы. Кампания добилась принятия новых законов на федеральном уровне, которые обеспечили защиту и права чернокожих граждан Соединённых Штатов Америки.

## Предыстория
В южных штатах США века рабства и десятилетия сегрегации создали правовую и политическую систему, которая характеризовалась господством белых. Чернокожие различными средствами не допускались к участию в выборах. Действовали законы (Законы Джима Кроу), по которым чернокожие не могли учиться в школах и университетах вместе с белыми и имели собственную систему школ и университетов, должны были занимать специально отведённые для них места в общественном транспорте, и т. д. Многие магазины, рестораны, гостиницы отказывались обслуживать чернокожих. Чернокожие всегда называли белых «мистер» или «миссис». Белые рассчитывали на их покорность, сопротивление чернокожих казалось немыслимым. Многие белые южане были убеждены в том, что негры смирились с ролью граждан второго сорта, и она им даже нравится. Чернокожие автовладельцы составили путеводитель «Зеленая книга» (The Negro Motorist Green Book), в котором описывали способы избежать дискриминации во время путешествий, преимущественно, по штатам Юга и перечисляли места, в которых к ним не было агрессивного отношения.
В 1954 году Верховный суд США, рассмотрев дело «Браун против Совета по образованию», постановил, что сегрегация школ обрекает чернокожих детей на «клеймо неполноценности» и что власти южных штатов должны как можно скорее создать единые школы для белых и чернокожих. Но южные политики выступили против этого решения. Создавались «Советы граждан» — группы, которые подвергали экономическим санкциям любых чернокожих или белых, осмеливавшихся выступать за интеграцию.

## История

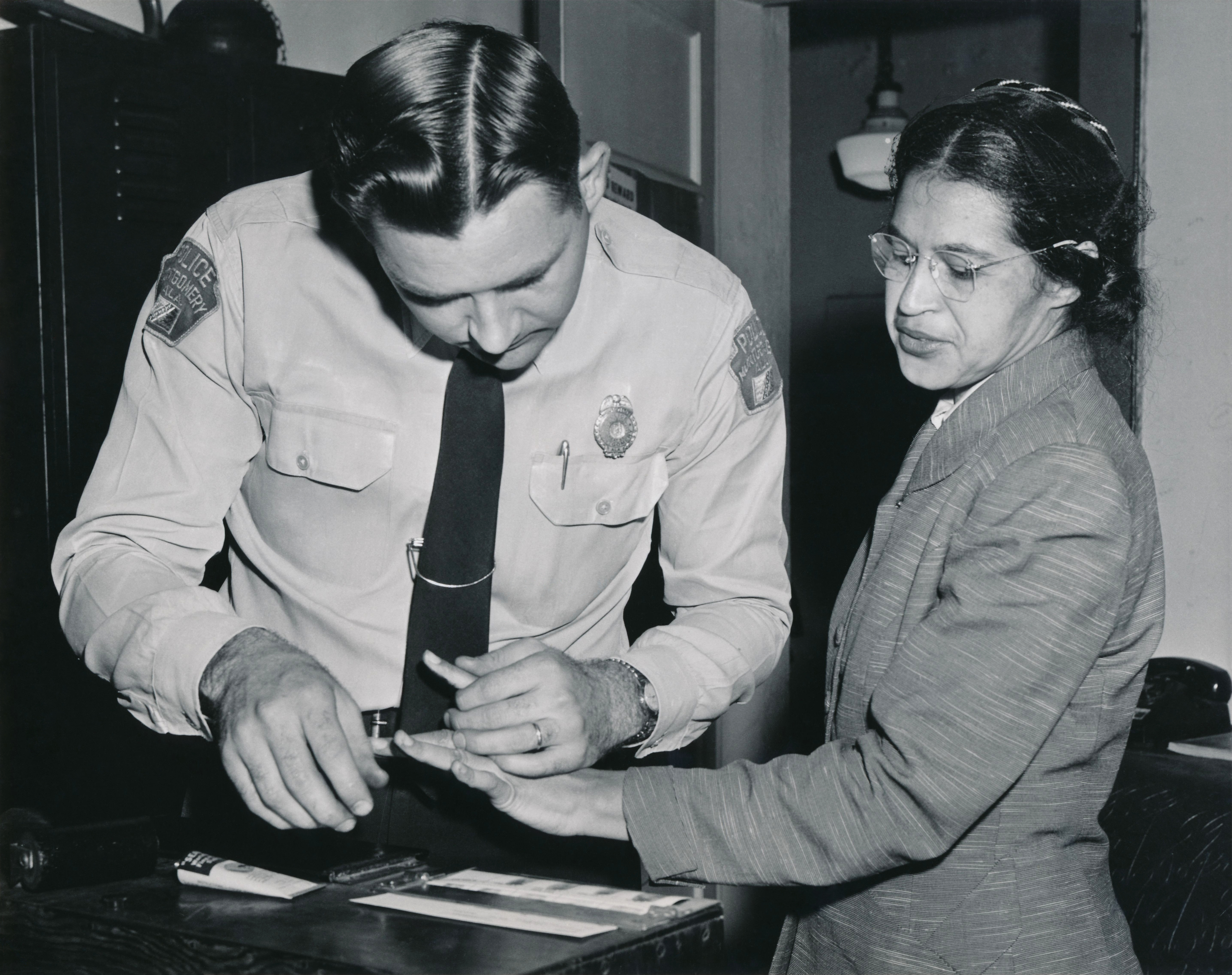
Арест Розы Паркс

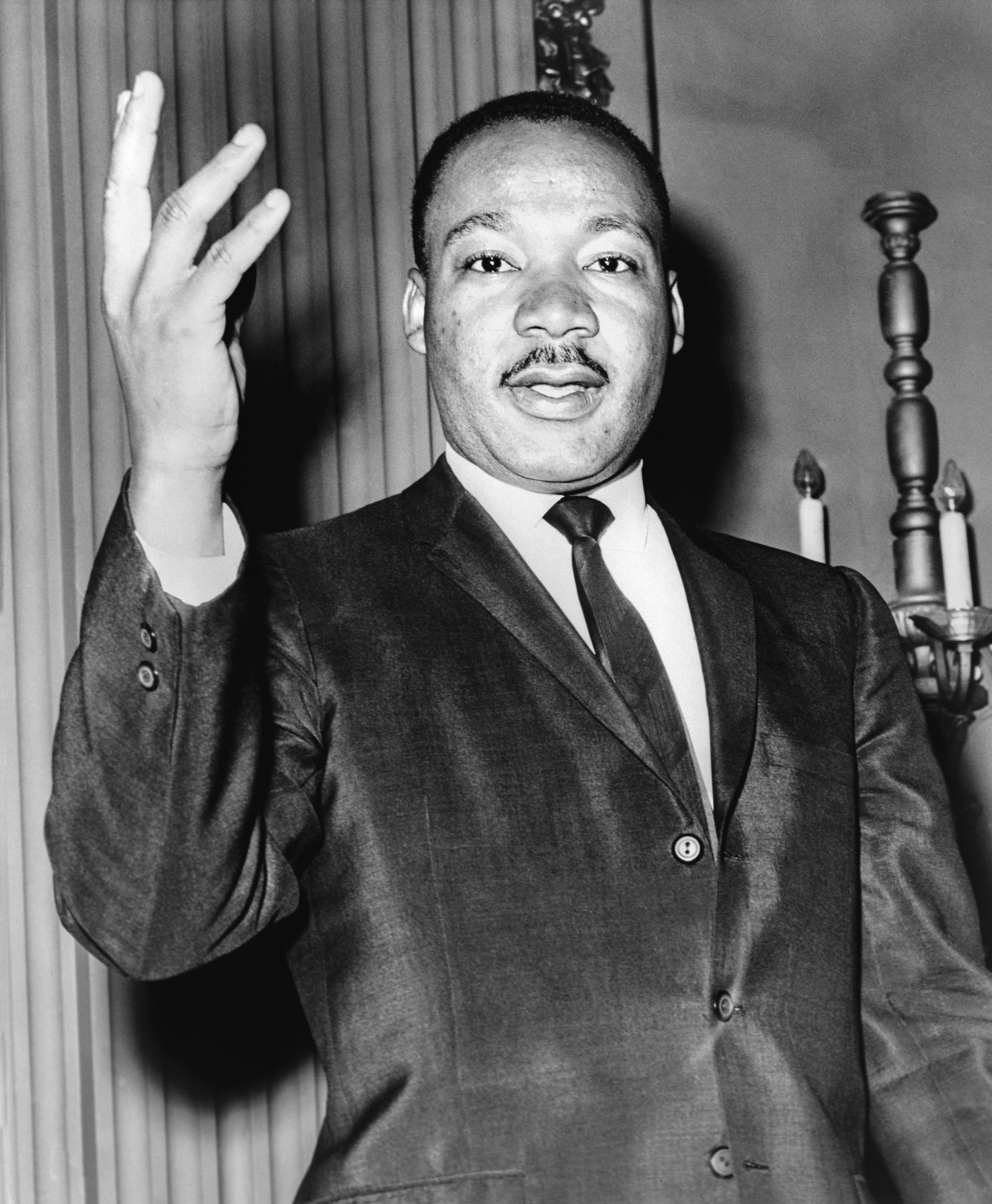
Мартин Лютер Кинг

1 декабря 1955 года Роза Паркс, 42-летняя чернокожая швея одного из универмагов Монтгомери, столицы штата Алабама, была задержана и затем оштрафована за отказ уступить место в автобусе белому пассажиру, как от неё требовалось по местному закону. После ареста Розы Паркс Эд Никсон, возглавлявший местный профсоюз проводников спальных вагонов, призвал негритянскую общину к бойкоту городского транспорта в знак протеста. Бойкот автобусных линий в Монтгомери вскоре возглавил молодой чернокожий священник Мартин Лютер Кинг. Благодаря усилиям Кинга и членов бойкотного комитета, протест негритянского населения длился 381 день и вошёл в историю под названием «Ходьба во имя свободы» — участникам протеста приходилось ходить на работу пешком (часть черных граждан Монтгомери развозили на работу и с работы домой черные владельцы такси по автобусным тарифам), а местные автобусные компании терпели большие убытки.
Переговоры с властями о полной десегрегации городского транспорта не дали ожидаемых результатов. Наоборот, пользование такси по сниженным тарифам было запрещено, а у таксистов, перевозивших участников бойкота, отбирались лицензии. Чернокожие водители подвергались задержаниям за мелкие, подчас надуманные нарушения правил дорожного движения. За превышение скорости был задержан и сам Кинг. После этого белые перешли к запугиванию и угрозам организаторов бойкота. В январе 1956 года в дом Кинга была брошена бомба. Затем власти вспомнили о полузабытом «антибойкотном законе» 1921 года и арестовали более ста участников бойкота. Суд над «нарушителями антибойкотного закона» привлек внимание общественности во всем мире к проблеме сегрегации в США.
Руководители бойкота обратились с иском в федеральный окружной суд, который в декабре 1956 г. признал неконституционность законов о сегрегации в городских автобусах. Автобусы в Монтгомери были интегрированы. Но белые расисты начали их обстреливать. Была жестоко избита негритянская девочка, беременная женщина была ранена в ногу, в негритянских кварталах взрывались бомбы. Насилие прекратилось после того, как оно было резко осуждено местной газетой, рядом белых священников и местной ассоциацией бизнесменов.
В 1957 году федеральный суд распорядился провести интеграцию в муниципальных школах Литл-Рока, штат Арканзас. Девять чернокожих детей были отобраны для зачисления в Центральную среднюю школу Литл-Рока, но местная полиция по решению губернатора штата не пустила их на занятия. После некоторых колебаний президент США Дуайт Эйзенхауэр задействовал солдат 101-й воздушно-десантной дивизии для исполнения судебного решения. Солдаты сопровождали «девятку из Литл-Рока» на занятия в школу. Когда дети, наконец, вошли в Центральную школу, то были встречены оскорблявшей их разъярённой толпой. Похожее столкновение произошло и в Новом Орлеане в ноябре 1960 года, когда четыре негритянские девочки поступили в начальную школу Франца в Девятом районе (одной из них была Руби Бриджес, первый учебный день которой был запечатлён на картине Нормана Роквелла Проблема, с которой все мы живём).
Для координации действий, направленных на устранение сегрегации и завоевание политических прав в 1957 г. была создана «Конференция южного христианского руководства» со штаб-квартирой в Атланте, десятками филиалов и тысячами активистов. Её президентом был избран М. Л. Кинг. В том же году Конгресс США принял первый с 1860-х годов федеральный закон об избирательных правах негров. В 1958 и 1959 годах были организованы грандиозные марши молодежи на Вашингтон за десегрегацию средних школ. В них участвовало около 40 тысяч человек.
Новый этап борьбы за гражданские права начался в 1960 году, когда 1 февраля четверо чернокожих студентов сели на места для белых в сегрегированной закусочной в одном из универмагов компании Woolworth в Гринсборо (штат Северная Каролина). Их заставили уйти, но на следующий день их примеру последовали десятки и сотни других негритянских студентов. Так началась волна сидячих забастовок-демонстраций (sit-in), когда активисты входили в заведения «только для белых» или садились на места для белых и требовали обслужить себя, отказываясь уходить. К концу марта 1960 года они проводились уже более чем в 50 городах. Они подкреплялись «лежачими», «коленопреклоненными» и «купальными» демонстрациями в библиотеках, театрах, церквях и плавательных бассейнах. К протестующим афроамериканцам присоединялись и белые студенты. Вначале эти акции проводились стихийно, но уже в апреле 1960 г. был сформирован «Студенческий координационный комитет ненасильственных действий» (The Student Nonviolent Coordinating Committee). Протестующие студенты символически избрали Кинга лидером своего движения. Многие из них носили с собой памятку со словами: «Помни об учении Иисуса Христа, Махатмы Ганди и Мартина Лютера Кинга. Помни о любви и ненасилии». Были выработаны специальные правила поведения для участников демонстраций в закусочных, которые призывали не отвечать насилием на насилие, воздерживаться и не отвечать на оскорбления, вести себя вежливо и дружелюбно, сидеть прямо и всегда лицом к стойке. Благодаря таким протестам в течение 1960 года были десегрегированы закусочные более чем в 150 городах южных штатов.

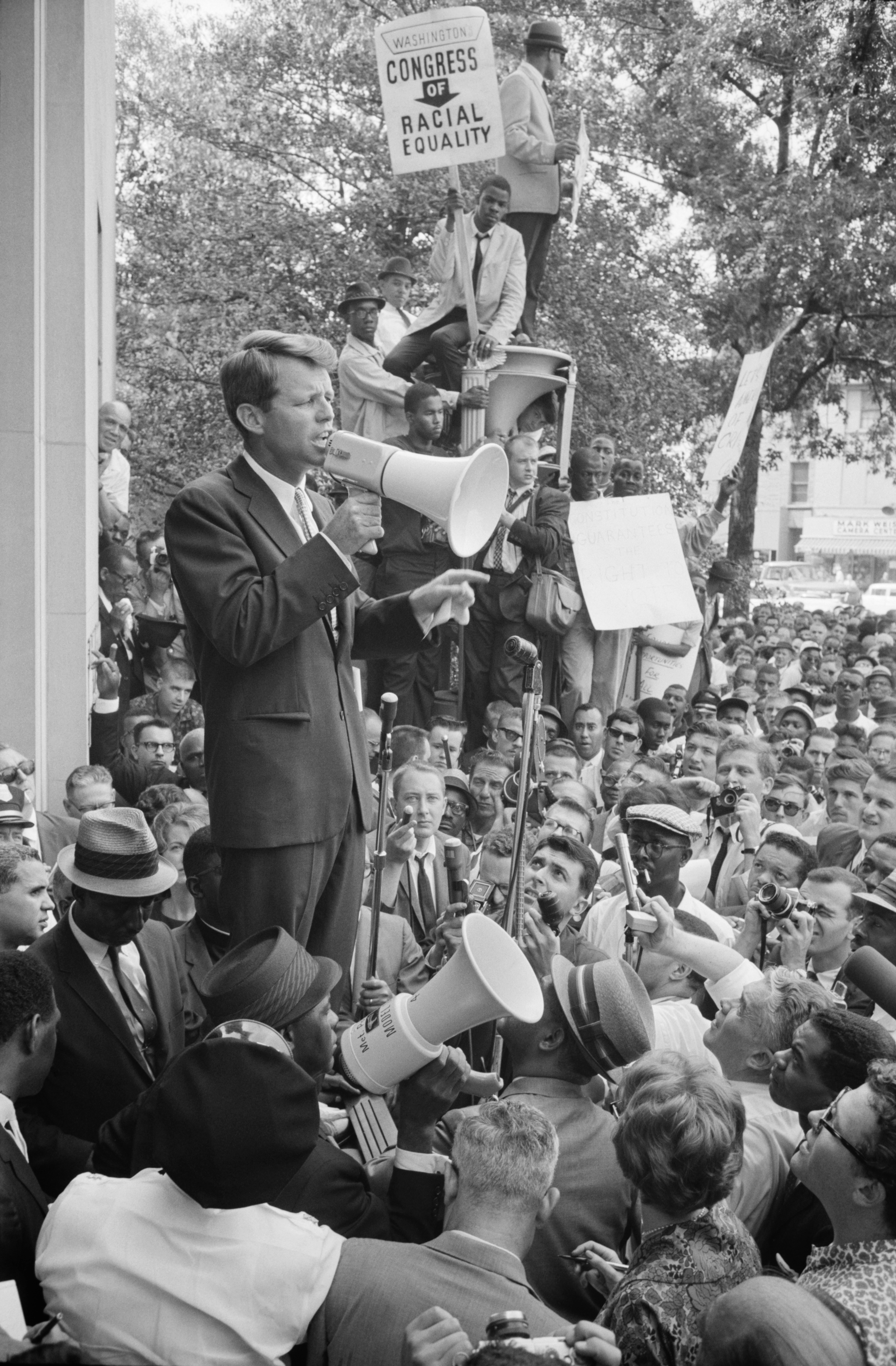
Выступление Роберта Кеннеди перед участниками Конгресса расового равенства

В марте 1960 года «Конгресс расового равенства» призвал «перенести сидячие забастовки-демонстрации на дороги» страны. Так было положено начало «рейдам свободы» (freedom rides), целью которых была проверка реальности пользования общественным транспортом и общественными местами в соответствии с федеральным законом и привлечение внимания общественности к фактам сегрегации. 4 мая 1961 году первая группа участников акции выехала из Вашингтона на междугородном автобусе на юг страны. В Аннистоне (штат Алабама), их автобус подожгли, по прибытии в Бирмингем участники «рейда» были жестоко избиты разъяренной толпой, а в штате Миссисипи их арестовали за «нарушение порядка». «Рейды свободы» длились все лето 1961 года. Чёрные и белые активисты на междугородных автобусах приезжали в южные штаты, группами врывались на автобусные станции, в кафетерии, магазины, мотели, садились или бросались на пол, добиваясь равного с белыми обслуживания. Над ними глумились, их избивали, автобусы поджигались. Многие участники «рейдов» были арестованы и отданы под суд. Но в результате владельцы многих предприятий торговли и сферы услуг были вынуждены отказаться от практики сегрегации в своих заведениях. Федеральная комиссия по регулированию торговли между штатами со своей стороны также была вынуждена запретить сегрегацию в автобусах дальнего следования и поездах.
Особенно упорная борьба развернулась в городе Олбани (штат Джорджия). Тактике ненасильственных действий местный начальник полиции противопоставил тактику массовых арестов. Демонстрантов арестовывали под любым предлогом и бросали в тюрьмы. Сам Кинг был трижды арестован в ходе олбанской кампании за несанкционированное проведение демонстраций. Пять процентов чернокожего населения города побывало за решеткой. В этом городе сторонники сегрегации одержали временную победу.
В мае 1962 года Кинг был приглашён в Бирмингем, штат Алабама, чтобы помочь местной организации «Движение алабамских христиан за права человека» (The Alabama Christian Movement for Human Rights). Были определены четыре цели протеста в Бирмингеме: десегрегация закусочных, примерочных, туалетов и фонтанчиков питьевой воды в универмагах; недискриминационное повышение по службе и наем черных на работу в торговую сеть и на промышленные предприятия города; амнистия всех демонстрантов, которые попадут за решетку; создание межрасового комитета для выработки графика десегрегации в других сферах жизни Бирмингема. Каждый участник движения подписывал специальную «карточку приверженности» движению, обязуясь соблюдать его принципы. Протест начался 3 апреля. За сидячими забастовками последовали первые аресты. 12 апреля Кинг возглавил несанкционированную демонстрацию и был арестован и брошен в тюрьму. Выйдя через восемь дней из тюрьмы под залог, Кинг решил привлечь в ряды демонстрантов учащихся колледжей и средних школ. 2 мая более тысячи юных демонстрантов были задержаны. На следующий день в уличной демонстрации приняло участие ещё больше молодежи, скандировавшей: «Мы хотим свободы!». На приказ остановиться они не отреагировали и тогда их стали поливать водой из пожарных брандспойтов. В ответ на это в полицию полетели камни и бутылки. На демонстрантов были спущены полицейские собаки. На следующий день газеты поместили фотографии полицейских собак, кусающих бирмингемских детей. Было задержано более 2500 демонстрантов. Под давлением международной общественности администрация президента Кеннеди послала в Бирмингем помощника министра юстиции Бэрка Маршалла для участия в переговорах местных властей с протестующими чернокожими.
10 мая было достигнуто соглашение, которое предусматривало десегрегацию в течение трех месяцев, повышение по службе и наем черных на работу в течение двух месяцев, обещание официального содействия в освобождении заключенных и создание в течение двух недель органа межрасового сотрудничества. Однако, на следующий день, были взорваны бомбы у дома брата Мартина Лютера Кинга и в мотеле «Гастон», где размещалась штаб-квартира самого Кинга. Неорганизованная толпа возмущенных чернокожих ответила на это погромами и беспорядками, которые длились всю ночь. Сотрудники Кинга делали все возможное, чтобы успокоить разбушевавшуюся толпу.
Откликом на бирмингемские события стали массовые демонстрации и выступления под лозунгом «Свободу немедленно!» (Freedom now!), которые прошли за четыре месяца в 196 городах 35 штатов.

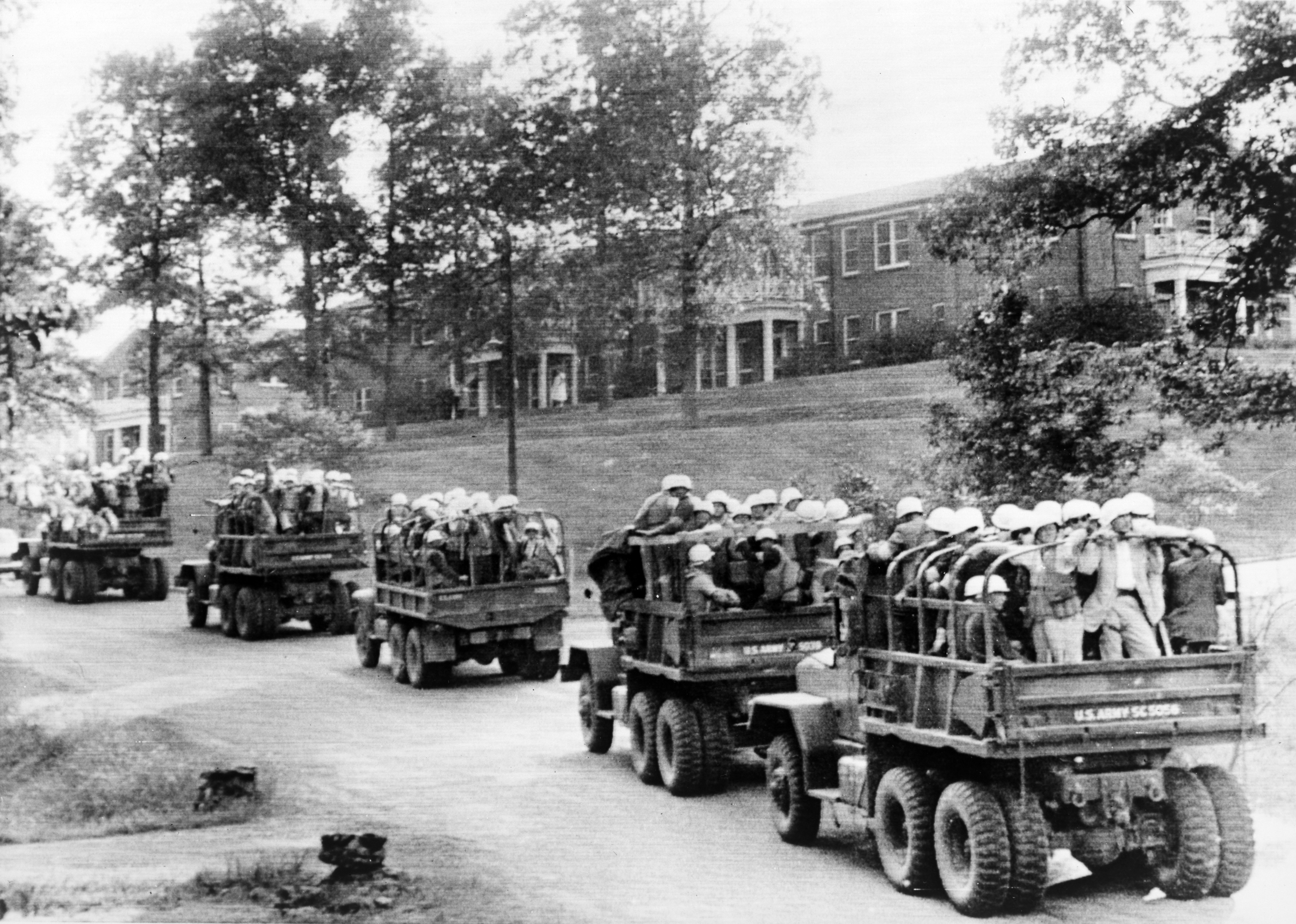
Войска окружают здание Миссисипского университета, в ответ на протесты против зачисления Джеймса Мередита в его студенты

В 1962 году Верховный суд США принял решение о зачислении чернокожего Джеймса Мередита в Миссисипский университет. Тем не менее, такому исходу дела воспротивился губернатор Миссисипи Росс Барнет и расистски настроенная часть жителей штата. Протестующие собрались в студенческом городке. Решение вопроса потребовало вмешательства федерального правительства в лице президента Джона Кеннеди и генерального прокурора Роберта Кеннеди. 30 сентября Джеймс Мередит появился в университете в сопровождении федеральных маршалов, однако для полного урегулирования ситуации в Миссисипи были направлены несколько тысяч солдат Армии США. Во время беспорядков погибли два человека, 375 человек были ранены и около 200 арестованы. Некоторое количество военнослужащих оставались для охраны Мередита до его выпуска.
Расисты оказывали ожесточенное сопротивление. В 1963 году губернатор Алабамы Джордж Уоллес заявил: «Сегрегация сегодня, сегрегация завтра, сегрегация навсегда». 11 июня 1963 года произошёл инцидент на входе в университет, когда Уоллес закрыл собой дорогу для первых двух чернокожих студентов Университета Алабамы — Вивиан Мелоун и Джеймса Худа. 12 июня 1963 чернокожий активист Медгар Эверс погиб на пороге своего дома в городе Джексоне (штат Миссисипи) от пули белого расиста Байрона де ла Беквита.
В том же году в Бирмингеме, штат Алабама, члены «Ку-клукс-клана» взорвали баптистскую церковь чернокожих и при этом погибли четыре девочки. В следующем году их единомышленники около маленького городка Филадельфия, штат Миссисипи, убили трех борцов за гражданские права (двух белых и чернокожего), это преступление привлекло внимание всей страны (организатор убийства Эдгар Рэй Киллен был осужден только в 2005 году).
Президент Кеннеди в июне 1963 года направил в Конгресс законопроект о широкой десегрегации и мерах против дискриминации чернокожих граждан. Для оказания давления на Конгресс во многих городах США были организованы массовые митинги и демонстрации с требованием принятия этого закона. 28 августа 1963 г. состоялся марш на Вашингтон, в котором участвовали 250 тыс. человек. Этот день стал подлинным праздником единства белых и чернокожих.

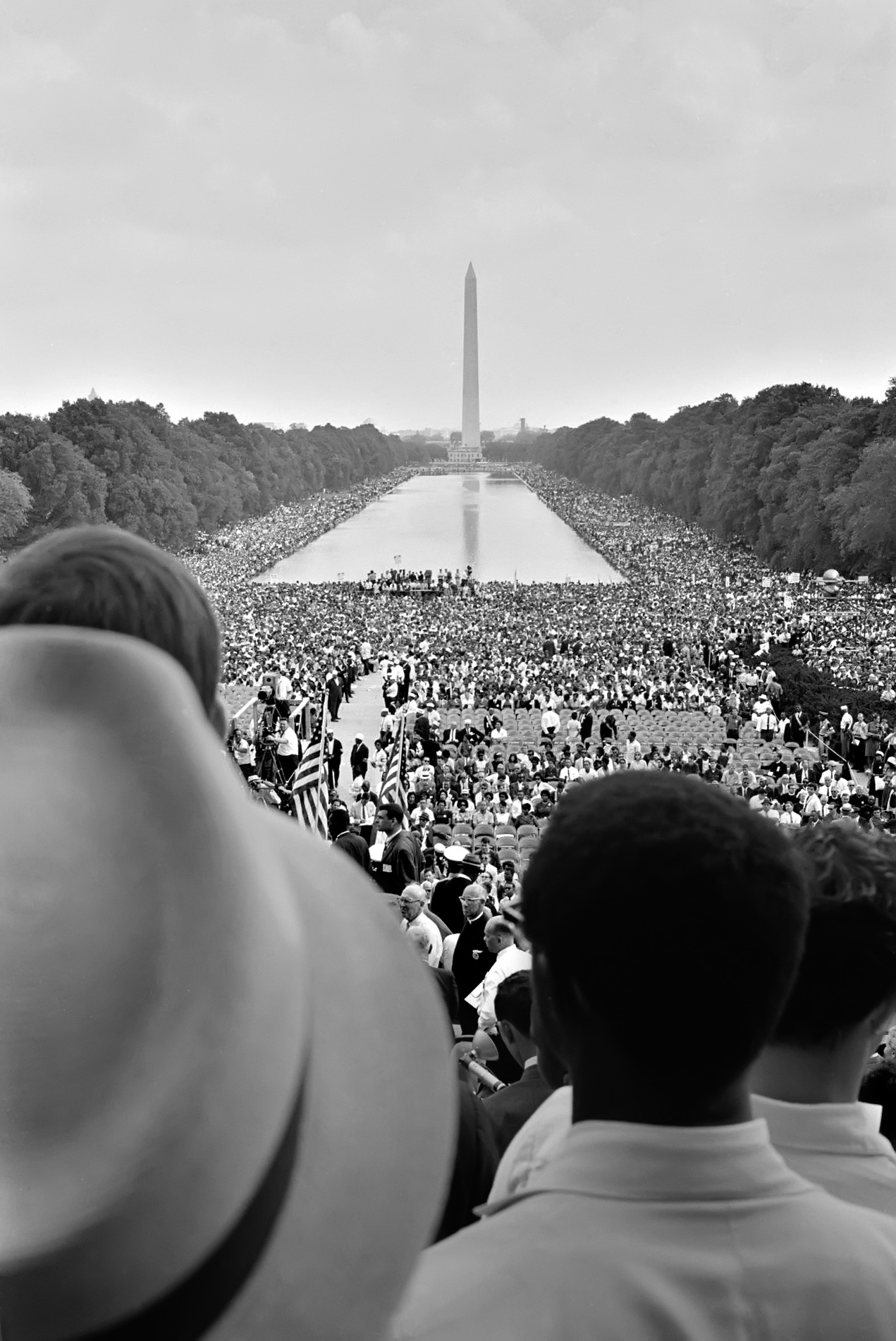
Марш на Вашингтон

И хотя мы сталкиваемся с трудностями сегодня и будем сталкиваться с ними завтра, у меня всё же есть мечта. Эта мечта глубоко укоренена в американской мечте.
Я мечтаю, что однажды эта нация распрямится и будет жить в соответствии с истинным смыслом её принципа: «Мы считаем самоочевидным, что все люди сотворены равными.»
Я мечтаю, что однажды на красных холмах Джорджии сыновья бывших рабов и сыновья бывших рабовладельцев смогут сидеть вместе за братским столом.
Я мечтаю о том, что наступит день и даже штат Миссисипи, изнемогающий от жары несправедливости и гнёта, превратится в оазис свободы и справедливости.
Я мечтаю, что придёт день, когда мои четыре ребёнка будут жить в стране, где они будут судимы не по цвету их кожи, а в соответствии с их личными качествами.
Я мечтаю сегодня!
Я мечтаю сегодня, что однажды в Алабаме с её злобными расистами и губернатором, с губ которого слетают слова о вмешательстве и аннулировании, в один прекрасный день, именно в Алабаме, маленькие черные мальчики и девочки возьмутся как сестры и братья за руки с маленькими белыми мальчиками и девочками.
Оригинальный текст (англ.)And so even though we face the difficulties of today and tomorrow, I still have a dream. It is a dream deeply rooted in the American dream.

I have a dream that one day this nation will rise up and live out the true meaning of its creed: "We hold these truths to be self-evident, that all men are created equal."
I have a dream that one day on the red hills of Georgia, the sons of former slaves and the sons of former slave owners will be able to sit down together at the table of brotherhood.
I have a dream that one day even the state of Mississippi, a state sweltering with the heat of injustice, sweltering with the heat of oppression, will be transformed into an oasis of freedom and justice.
I have a dream that my four little children will one day live in a nation where they will not be judged by the color of their skin but by the content of their character.
I have a dream today!

I have a dream that one day, down in Alabama, with its vicious racists, with its governor having his lips dripping with the words of "interposition" and "nullification" -- one day right there in Alabama little black boys and black girls will be able to join hands with little white boys and white girls as sisters and brothers.
—  Из речи Мартина Лютера Кинга у монумента Линкольну в Вашингтоне, 28 августа 1963 г.

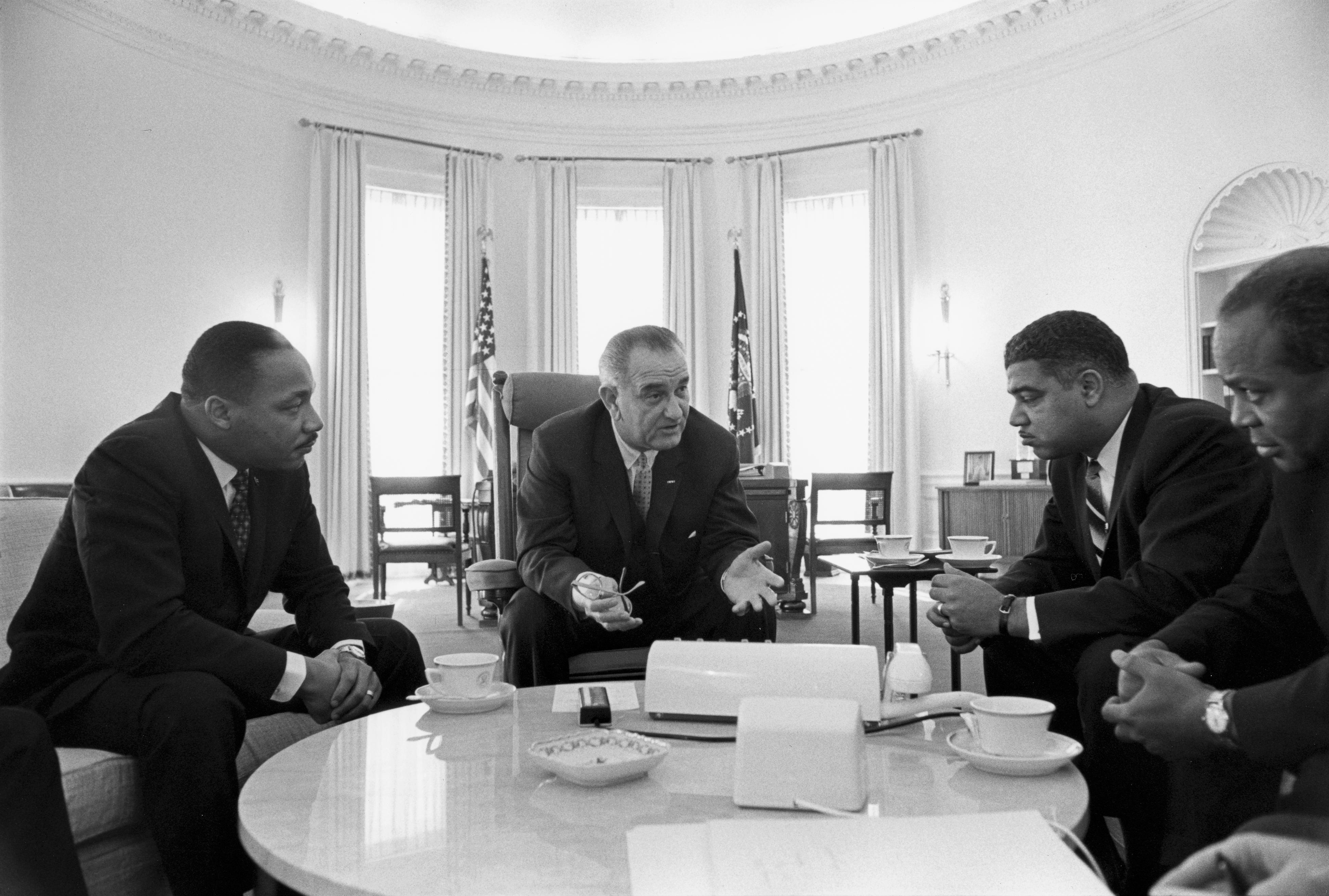
Президент США Линдон Джонсон беседует с лидерами чернокожих

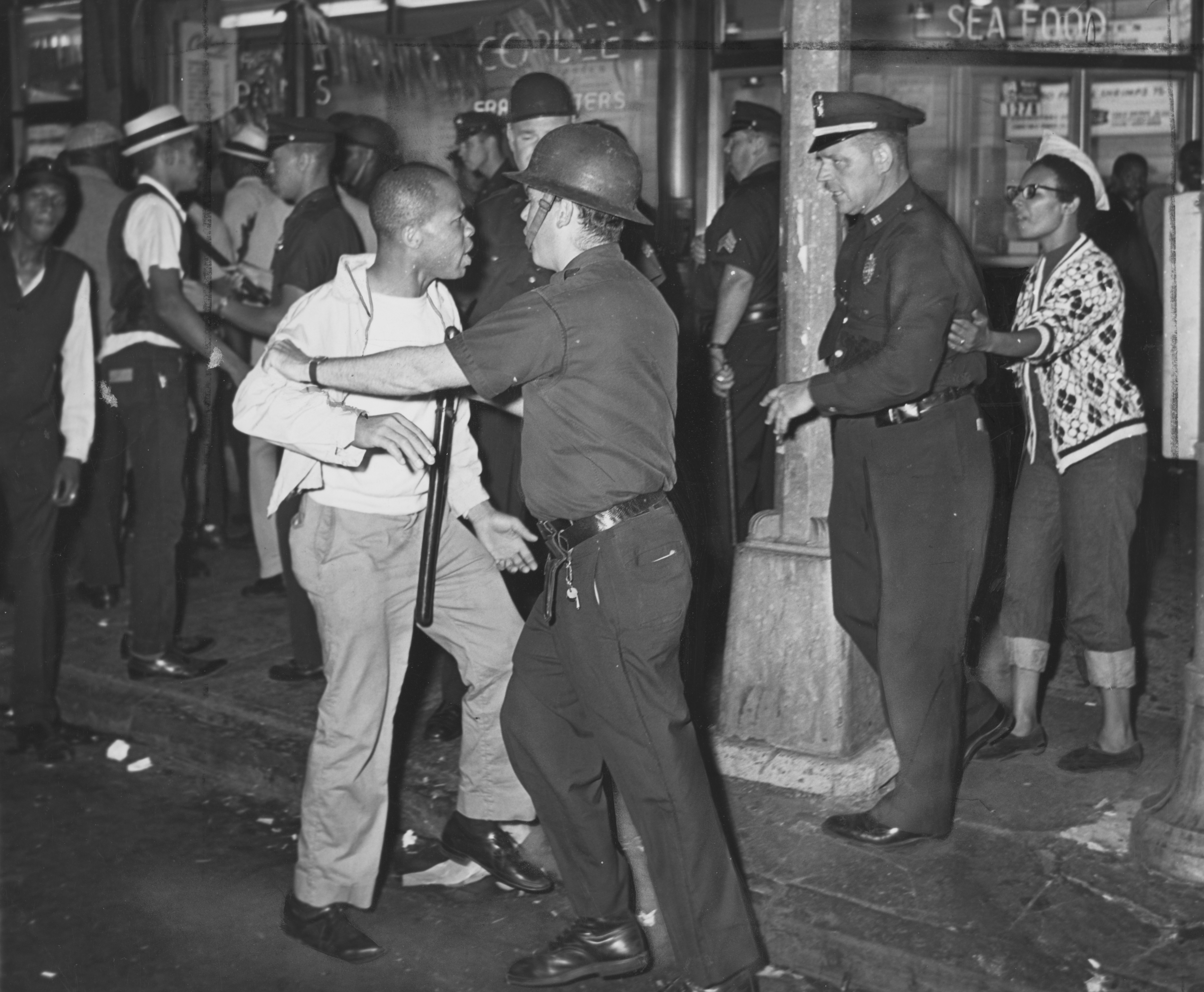
Расовые столкновения в Гарлеме, Нью-Йорк, июль 1964 г.

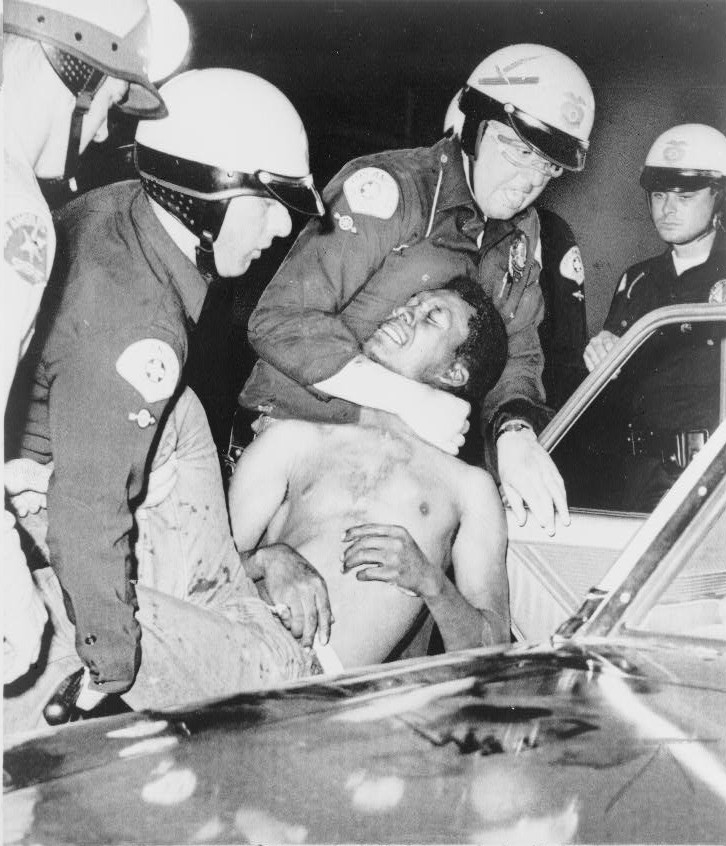
Восстание в Уоттсе, август 1965 г.

2 июля 1964 года президентом США Джонсоном был подписан принятый Конгрессом Закон о гражданских правах 1964 года, который запретил расовую дискриминацию в сфере торговли, услуг и при приёме на работу. Мартин Лютер Кинг, которому в октябре 1964 года была присуждена Нобелевская премия мира, начал кампанию в алабамском городе Селма за включение чернокожих в списки избирателей. 7 марта 1965 года на окраине Селмы были жестоко избиты участники несанкционированной демонстрации, 78 человек были ранены. Фотографии этой расправы напечатали все крупнейшие газеты мира.
Результатом селмской кампании стало принятие Конгрессом США Закона 1965 года об избирательных правах, по которому только федеральные власти могли назначать регистраторов, занимающихся составлением списка избирателей.
С 1966 года центр событий, связанных с движением чернокожих, переместился с юга США в негритянские районы городов северных штатов, где до своей трагической гибели самым известным лидером движения был Малкольм Икс.

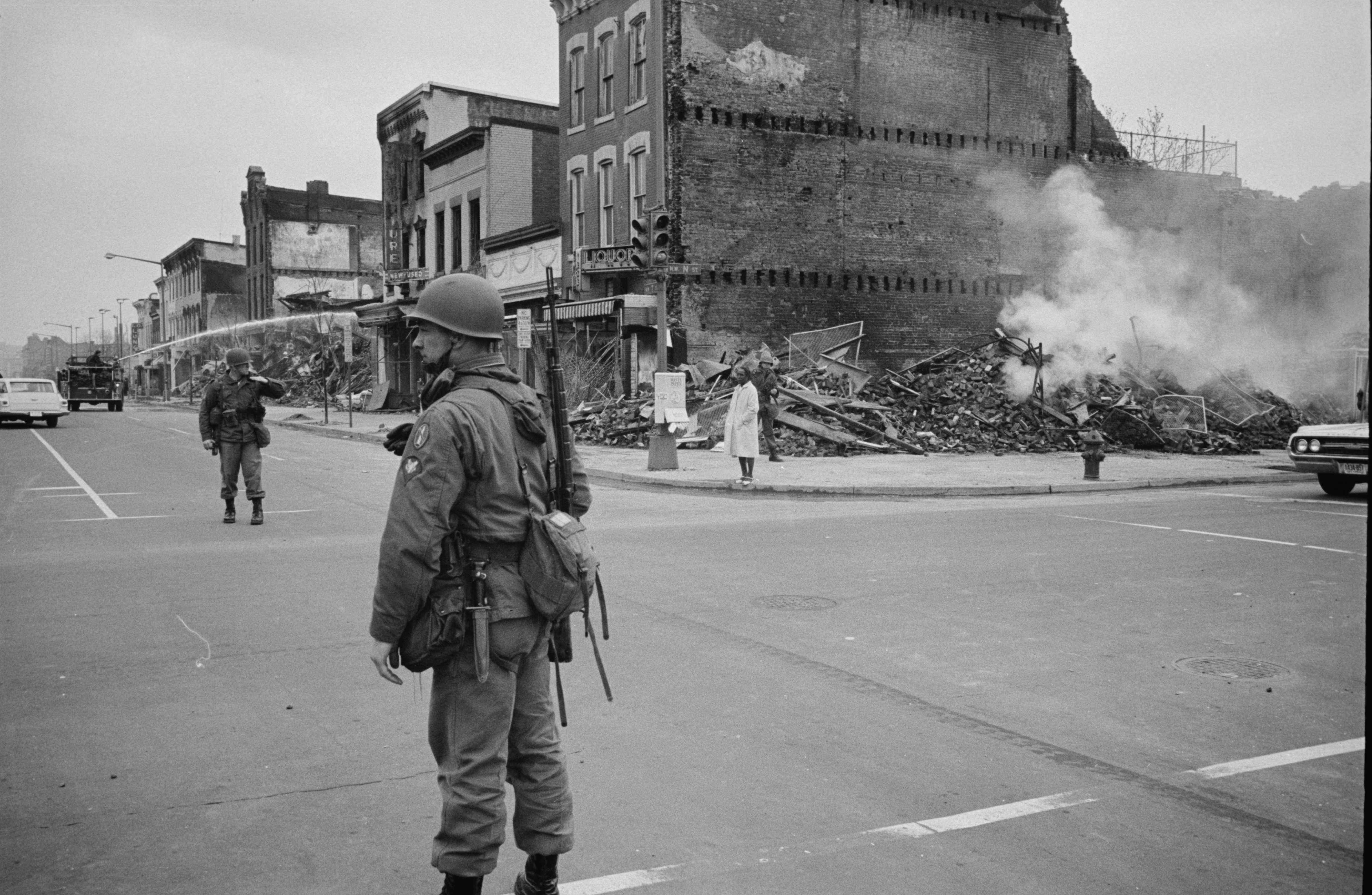
Кризис в столице США после загадочного убийства М. Л. Кинга, апрель—май 1968 г.

Стокли Кармайкл выдвинул радикальный лозунг «сила чёрных» (Black Power), который поддержали некоторые ведущие организации движения за гражданские права. Сторонники этого лозунга отвергали интеграцию с белыми. Кинг и его сторонники не были согласны с ним из-за того оттенка горечи и ненависти, который в нём явно присутствовал. По их мнению, путь к равенству для чёрных американцев лежал только через братство белых и цветных в США.
Летом 1967 года вспыхнули стихийные бунты чернокожих в 128 городах, кульминацией которых стали кровавые беспорядки в Ньюарке и Детройте. Чтобы привлечь внимание общественности к положению в чёрных гетто, Конференция южного христианского руководства перенесла свою штаб-квартиру в Лоундейл, бедный район Чикаго. Были созданы союзы квартиросъёмщиков, отстаивающие права местных жителей перед «сламлордами» — владельцами трущобных домов. По мнению многих американских исследователей, Кинг и его соратники сумели на некоторое время направить стихийный гнев и разрушительную энергию отчаявшихся бедняков из чёрного гетто в русло организованного ненасильственного протеста для решения конкретных задач.
В 1967 года Кинг выдвинул идею «похода бедняков» на Вашингтон с требованием принятия закона об экономических правах, который должен был гарантировать всем бедным американцам — чёрным и белым — работу и прожиточный минимум. В Вашингтоне они должны были разбить демонстративный палаточный городок, блокировать городские магистрали, устроить сидячие забастовки в правительственных учреждениях. Начало марша намечалось на 22 апреля 1968 года, но эта акция не состоялась, так как 4 апреля 1968 года Кинг был убит в Мемфисе, штат Теннесси.
Летом 1968 года соратнику Кинга Ральфу Абернети удалось провести «поход бедняков» на Вашингтон, но он был малоуспешен. Конгресс США принял закон о десегрегации при продаже и аренде жилых домов, но фактические экономическое неравенство чёрных, разумеется, нельзя было устранить только принятием тех законов.